# Балюк Іван Махтейович
Іва́н Махте́йович Балю́к (нар. 28 червня 1938) — Герой України, директор приватної агрофірми «Україна».

## Біографія
З 1951 працював різноробом колгоспу «Україна» Великобагачанського району. З 1958 був помічником бригадира тракторної бригади Радивонівської МТС, механіком колгоспу ім. Орджонікідзе. Потім працював автомеханіком, а з 1966 заступником голови колгоспу «Радянська Україна». З 1970 Іван Балюк перебував на посту головного інженеру, а з 1973 керівника Радивонівського відділення «Сільгосптехніка». З 1979 він працював головою колгоспу «Вітчизна». Через три роки Іван Балюк став головою колгоспу «Радянська Україна», який за часів української незалежності перетворився на приватну агрофірму «Україна».

## Нагороди
21 серпня 2007 Президент України Віктор Ющенко підписав указ  про надання Іванові Балюкові звання «Герой України» з врученням ордена Держави.